# Chiesa di Sant'Antonio Abate (San Dorligo della Valle, Prebenico)
La chiesa di Sant'Antonio Abate (in sloveno Cerkev svetega Antona puščavnika) è un edificio di culto cattolico sito a Prebenico (Prebeneg), frazione del comune di San Dorligo della Valle, in provincia e diocesi di Trieste; è filiale della parrocchiale di San Dorligo e fa parte del decanato di Opicina.

## Storia
Non si hanno notizie certe sulla costruzione della struttura, ma una chiesa a Prebenico è attestata per la prima volta in un documento datato 11 giugno 1444 nel quale è menzionata l'ecclesia S. Antonio de Prebenicho. Probabilmente l'edificio venne ricostruito o ristrutturato nella seconda metà XVII secolo, dato che fu consacrato il 24 luglio 1672.

## Descrizione

### Esterno
L'edificio ha una struttura semplice; la facciata è preceduta nel mezzo da un massiccio campanile in pietra, che si erge su un portico a base quadrata aperto su tre lati attraverso ampie arcate a tutto sesto; in sommità la cella campanaria si affaccia sulle quattro fronti attraverso bifore, mentre a coronamento si eleva un tamburo a base esagonale a sostegno della guglia.

### Interno
L'interno si sviluppa su un'unica navata; sul fondo del presbiterio si allunga l'abside a base poligonale. Opere di pregio qui conservate sono l'acquasantiera in pietra del 1695, la pala dei Santi Filippo e Giacomo, ascrivibile ad un periodo compreso tra i secoli XVIII e XIX, le statue che rappresentano l'Angelo custode, Santa Norburga e San Giuseppe con il Bambino, l'altare maggiore in stile tardogotico e ornato da marmi policromi probabilmente seicentesco, un'ancona con una nicchia all'interno della quale si trova la statua raffigurante Sant'Antonio abate e la pala che ha come soggetto l'Addolorata.